# Notion

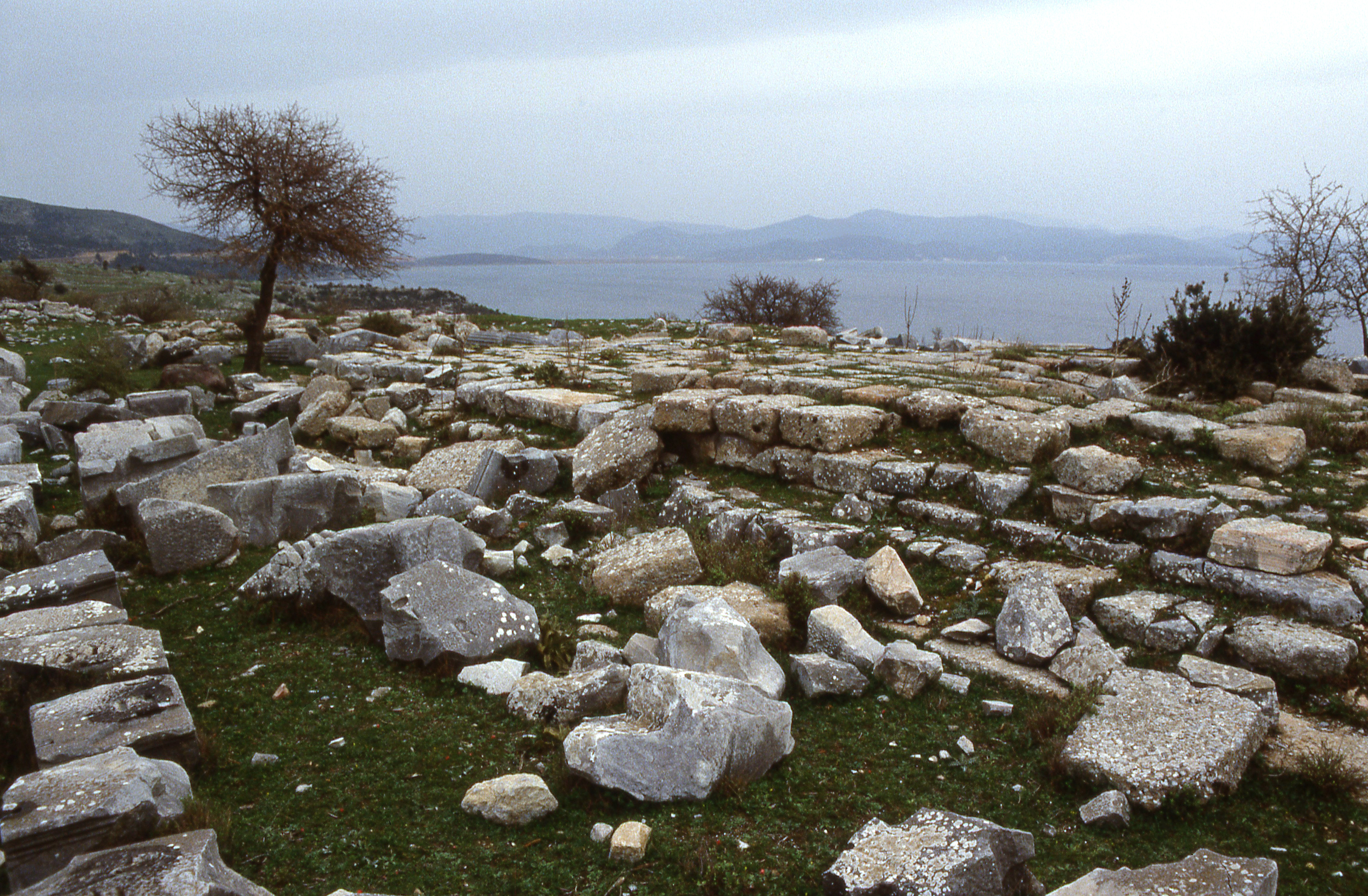
Athenatempel in Notion (1991)

Notion (altgriechisch Νότιον) war eine antike Stadt an der Westküste Kleinasiens. Sie liegt in der heutigen Türkei ca. 50 km südlich von İzmir am Golf von Kuşadası.
Notion galt als äolische Gründung, lag jedoch in Ionien. Es diente als Hafenstadt für Kolophon und das Heiligtum von Klaros. In Notion kamen in der Antike die Pilger an, wenn sie Klaros besuchen wollten. Sie pilgerten etwa einen Kilometer auf einer heiligen Straße bis zum dortigen Orakel. In hellenistischer Zeit wurde Notion mit Kolophon vereinigt.
Die Stadt lag erhöht auf einem Hügel, von dem aus man das Meer gut überschauen konnte. Es gibt noch Reste der Befestigungsmauer, der Nekropole, des Tempels der Athena, der Agora und des Theaters.